# Liberté (metropolitana di Parigi)
Liberté è una stazione della metropolitana di Parigi sulla linea 8, si ta nel comune di Charenton-le-Pont.

## La stazione
Essa è ubicata sul tracciato dell'antica strada nazionale numero 6, oggi declassata, al quadrivio dell'avenue de la Liberté.
La stazione ha pres il nome dalla avenue de la Liberté ed è stata aperta nel 1942 in occasione del prolungamento della linea 8 a Charenton - Écoles.
Nel marzo 2004, la RATP ha proposto una iniziativa detta « Liberté d'expression »: essa ha offerto al pubblico la totalità degli spazi pubblicitari della stazione affinché potessero scrivero quello che ritenevano. Ciò a seguito alla diminuzione della pubblicità nelle stazioni della metropolitana nei mesi di ottobre e novembre 2003.

## Accessi
- al 137, rue de Paris
- al 118, rue de Paris
- al 147, rue de Paris
- al 150, rue de Paris

Esiste anche una scala mobile per l'uscita che sbuca al 139, rue de Paris.

## Interconnessioni
- Bus RATP - 111, 180